# オデッサ (組織)
オデッサ（ODESSA）は、Organisation der ehemaligen SS-Angehörigen（ドイツの元SSのための組織、Organisation for ex-SS Members）の略称である。

## 概要
ドイツの元ナチス党員の犯罪を追及するサイモン・ヴィーゼンタールによれば、この組織は1946年にSS隊員をはじめとする、主にナチス幹部の逃亡支援のために結成されたとされる。
しかし第2ドイツテレビ（ZDF）が行った元SS隊員へのインタビュー番組を含む他の資料は、ヴィーゼンタールがいう「単一の世界的組織」としてオデッサが存在したことはなく、むしろ複数の組織が、主に元SS隊員をはじめとする元ナチス幹部の国外逃亡を助けたことを示唆している。
元SS隊員を助けた組織には、公的団体も非公的組織もあり、バチカンを筆頭とするカトリック教会やアメリカのCIA、チリやアルゼンチンなどの南アメリカ政府の機関、ロッジP2のような極右秘密結社が含まれていたと指摘されている。他にSS同志会やルーデル・クラブなど、旧ドイツ国防軍軍人が国防軍関係者およびナチス戦犯者の支援のために創設した組織もある。

## 逃亡先として有名な国
- 南アメリカ
  - ボリビア
  - アルゼンチン
  - パラグアイ
  - ウルグアイ
  - ブラジル
  - チリ
- ヨーロッパ
  - スイス（経由地）
  - バチカン（経由地）
  - イタリア（経由地）
  - スペイン（経由地）
  - ポルトガル（経由地）
- 中東
  - シリア
  - エジプト
- アフリカ
  - アルジェリア
  - モロッコ